# Khudian
Khudian – miasto w Pakistanie, w prowincji Pendżab. W 2017 roku liczyło 38 802 mieszkańców.